# Libčany
Libčany – czeska wieś, położona w byłym powiecie Hradec Králové, na wyżynie nad bliską drogą E 67 do Pragi, 10 km w kierunku zachodnim od miasta powiatowego.

## Historia
Najstarsza wzmianka o wsi jest z 1073 r. Pierwotnie była majątkiem klasztoru opatovickiego.
W średniowieczu stała w Libčanach twierdza, ale po sprzedaży Jerzemu z Krušca w 1516 r. wkrótce zanikła i niedługo potem wieś pozyskało miasto Hradec Králové.
W czasach husyckich jeden z bastionów Jednoty Pańskiej. Na początku stycznia 1437 r. wojska hradeckie spróbowały z wielką puszką (ówczesny wyraz dla działa) jego zdobycie, ale bez powodzenia i jeszcze w dodatku Bohuš Libčanský zabrał puszki tej i do Hradca Kralowe skierował wiadomość, iż z nią zburzy połowę murów miejskich.
W wieku XVII i XVIII majątek rodu Straków z Nedabylic. Po ich wymarciu z majątku powstała fundacja, która wybudowała praski budynek Akademii Strakowej, dzisiejszą siedzibę czeskiego rządu.
W latach 1866–1929 majątkiem rodu Harrachów.
Miejsce urodzenia lalkarza Matěja Kopieckiego (1775-1847), historyka sztuki Zdeněka Wirtha (1878-1961) oraz malarza i grafika Vojciecha Sedláčeka.

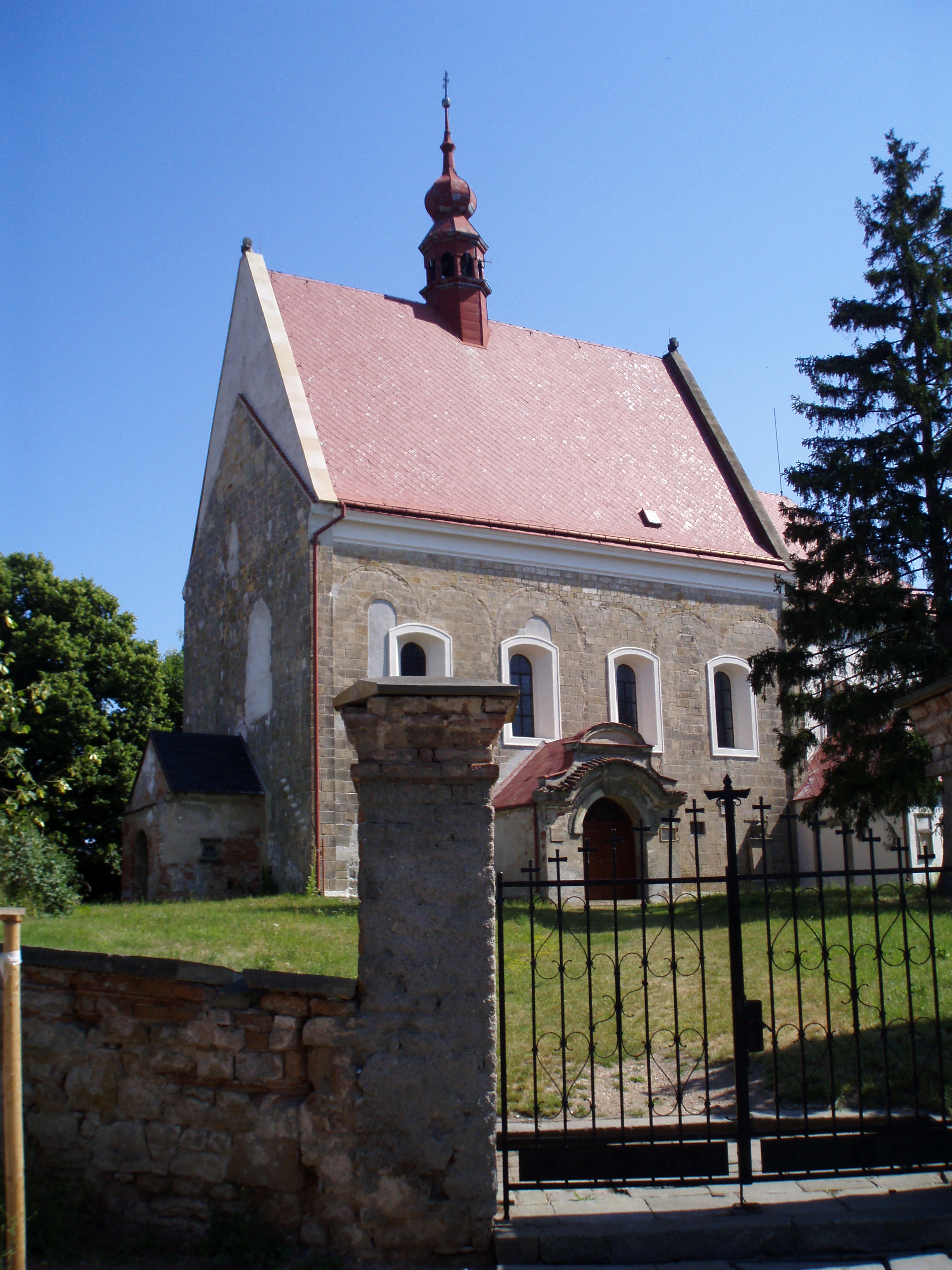
Kościół Nawiedzenia NMP

## Zabytki
- Romański kościół Nawiedzenia NMP z portalem południowym, najprawdopodobniej z 1225 r. Przebudowany w stylu późnego gotyku, wnętrze jest barokowe (warsztat Matthiasa Bernarda Brauna).
- Kostnica barokowa
- Drewniana dzwonnica
- Figury religijne, np. św. Jana Nepomucena
- Pałac barokowy się nie dochował